# سیارک ۲۵۶۷۹۷
سیارک ۲۵۶۷۹۷ (به انگلیسی: 256797 Benbow، نامگذاری:2008CA70)۲۵۶۷۹۷مین سیارک کشف شده‌است که در ۰۹ فوریه ۲۰۰۸ کشف شد.